# Azat Sadykow
Azat Sadykow (kaz. Азат Садыков; ur. 2 maja 1998) – kazachski zapaśnik walczący w stylu klasycznym.  
Brązowy medalista igrzysk azjatyckich w 2022. Siódmy na
mistrzostwach Azji w 2021 roku.